# Setanta Sports Cup 2012
La Setanta Sports Cup 2012 è stata la 7ª edizione della competizione contesa da squadre irlandesi e nordirlandesi.
La finale si è disputata sabato 12 maggio 2012 al The Oval tra Crusaders e Derry City.

## Primo turno
| Squadra 1          | Totale | Squadra 2             | Andata | Ritorno |
| ------------------ | ------ | --------------------- | ------ | ------- |
| Bray Wanderers     | 2-7    | Glentoran             | 2-4    | 0-3     |
| Lisburn Distillery | 0-7    | Derry City            | 0-4    | 0-3     |
| Bohemians          | 3-1    | Portadown             | 2-1    | 1-0     |
| Cliftonville       | 2-0    | St Patrick's Athletic | 1-0    | 1-0     |

## Quarti di finale
| Squadra 1       | Totale | Squadra 2    | Andata | Ritorno |
| --------------- | ------ | ------------ | ------ | ------- |
| Crusaders       | 2−0    | Bohemians    | 0−0    | 2−0     |
| Linfield        | 2−4    | Derry City   | 1−1    | 1−3     |
| Shamrock Rovers | 2−2    | Cliftonville | 2−0    | 0−2     |
| Sligo Rovers    | 3−1    | Glentoran    | 2−0    | 1−1     |

## Semifinali
| Squadra 1       | Totale | Squadra 2    | Andata | Ritorno |
| --------------- | ------ | ------------ | ------ | ------- |
| Crusaders       | 3−2    | Sligo Rovers | 2−0    | 1−2     |
| Shamrock Rovers | 2−3    | Derry City   | 0−3    | 2−0     |

## Finale
| Arbitro: | Raymond Crangle |

|                                            |                      |                                                      |
| Colin Coates 85’, 96’                      | Marcatori            | 80’, 101’ Rory Patterson                             |
| Coates Morrow Snoddy Gargan Dallas McKeown | Tiri di rigore 5 – 4 | Patterson Higgins Molloy Morrison McEleney McCaffrey |